# Liste der Ständigen Vertreter Südafrikas beim Büro der Vereinten Nationen in Genf und bei der Welthandelsorganisation
Die Ständige Vertretung der südafrikanischen Regierung beim Büro der Vereinten Nationen in Genf und der Welthandelsorganisation befindet sich in Genf.

## Beim Büro der Vereinten Nationen (UNOG)
| Ernannt       | Vertreter der südafrikanischen Regierung | Bemerkungen                                                                                        | Regierung von               | Posten verlassen |
| ------------- | ---------------------------------------- | -------------------------------------------------------------------------------------------------- | --------------------------- | ---------------- |
| 1929          | Filippus Fourie Pienaar                  | Völkerbund                                                                                         | James Barry Munnick Hertzog | 23. Feb. 1934    |
| 23. Feb. 1934 | Daniel Steyn                             | Völkerbund, 1. September 1929: Generalkonsul in Lourenço Marques                                   | James Barry Munnick Hertzog | 6. Juni 1934     |
| 1. Nov. 1936  | Harry Thomson Andrews                    | Völkerbund                                                                                         | James Barry Munnick Hertzog | 18. Nov. 1940    |
| 26. Mai 1966  | Willem Christiaan Naudé                  | | Balthazar Johannes Vorster  |                  |
| 11. Juni 1971 | Harold Langmead Taylor Taswell           | | Balthazar Johannes Vorster  |                  |
| 14. Juni 1975 | Francis David Tothill                    | | Balthazar Johannes Vorster  |                  |
| 5. Jan. 1981  | Oscar van Oordt                          | (* 15. November 1934 in Pinelands, Cape Town bei Kapstadt) in Zuid-Afrikaanse diplomatieke dienst. | Pieter Willem Botha         |                  |
| 1. Juli 1988  | Albert Leslie Manley                     | 2010 Botschafter in Peru, 1. Januar 1987: Permanent Representative, New York (UN)                  | Pieter Willem Botha         |                  |
| 7. Feb. 1992  | Jacobus Adriaan Eksteen                  | [ 1 ]                                                                                              | Frederik Willem de Klerk    |                  |
| 1999          | Sipho George Nene                        | 1976–1978 Vertreter des ANC in Lagos, 1996 South African High Commissioner in Lagos                | Thabo Mbeki                 |                  |
| 10. Apr. 2004 | Claudine Mtshali                         | (* 1951) Generalkonsulin in Los Angeles zum UN-Büro in Genf                                        | Thabo Mbeki                 |                  |
| 19. Apr. 2013 | Abdul Samad Minty                        | (* 31. Oktober 1933 in Hartebeesfontein)                                                           | Jacob Zuma                  |                  |
| 24. Juni 2016 | Nozipho Joyce Mxakato-Diseko             | safricaun.ch                                                                                       | Jacob Zuma                  |                  |

## Bei der Welthandelsorganisation (WTO)
| Ernannt | Vertreter der südafrikanischen Regierung | Bemerkungen  | Regierung von | Posten verlassen |
| ------- | ---------------------------------------- | ------------ | ------------- | ---------------- |
|         | Faizel Ismail                            | safricaun.ch |               | Juni 2014        |